# Han spiller Fodbold
Han spiller Fodbold er en dansk stumfilm fra 1919, der er instrueret af Lau Lauritzen Sr..

## Handling
Denne artikel mangler et handlingsreferat. Hjælp os med at skrive det.Der er så meget, kvinder ikke forstår. Sådan lyder en ældre reklame. Det gjaldt også hjemme hos gamle rentier Back. Hans pæne hustru forstår absolut ikke hans begejstring for fodboldsporten. Da Fru Back opdager, at hendes mand har meldt sig til en oldboys-kamp, giver hun ham simpelthen stuearrest. Hvordan skal Hr. Back mon få sneget sig hen til kampen i tide?